# Schinia cognata
Schinia cognata is een vlinder uit de familie uilen (Noctuidae). De wetenschappelijke naam is voor het eerst geldig gepubliceerd in 1833 door  Freyer.
De soort komt voor in Europa.